# 요코야마 도모야
요코야마 도모야(일본어: 横山 智也, 2000년 9월 1일~)는 일본의 축구 선수이다.

## 구단 경력
그는 2023년 J3리그의 FC 기후에 입단했다.